# Active Cavity Radiometer Irradiance Monitor Satellite
Der Active Cavity Radiometer Irradiance Monitor Satellite (ACRIMSat) ist ein am 20. Dezember 1999 gestarteter Forschungssatellit der US-amerikanischen Luft- und Raumfahrtbehörde NASA, der die Energieabstrahlung der Sonne und deren Auswirkung auf das irdische Klima untersuchte.
ACRIMSat war Teil des Earth Observing System (EOS), einem etliche Missionen umfassenden, längerfristigen Forschungsprogramm der NASA.

## Informationen zur Umlaufbahn
Der Satellit bewegt sich auf einer polaren, sonnensynchronen Erdumlaufbahn (SSO). Diese Art der Erdumlaufbahn hat den Vorteil, dass der Satellit nie in den Erdschatten eintritt und so rund um die Uhr die Sonne beobachten kann.

## Mission

Computeranimation von ACRIMSat

Von der Sonne, dem Zentrum unseres Sonnensystems, geht die Energie aus, die auf der Erde Winde entstehen lässt, für Strömungen in den Meeren sorgt, das Land erwärmt und somit für das globale Wetter verantwortlich ist.
Wissenschaftler, die sich mit globalen Klimaveränderungen beschäftigen, sind der Auffassung, dass nur kleine Schwankungen während einiger Jahrzehnte in der Energieabstrahlung der Sonne, auch Total Solar Irradiance (TSI) genannt, eine Rolle in Klimawechseln spielten könnten. Durch das Messen dieser gesamten Menge an Energie, die von der Sonne her die Erde erreicht und in die Erdatmosphäre eintritt, sollen bessere Modelle des Klimasystems unserer Erde möglich werden, die ein wichtiges Teil im Puzzle der globalen Klimaveränderung darstellen.
ACRIMSats Aufgabe ist es, während fünf Jahren die Energieabstrahlung der Sonne zu überwachen und somit die Gewinnung von Messdaten nach zwei Vorgängermissionen mit dem gleichen Instrument fortzusetzen.

### Schwankungen in der Energieabstrahlung

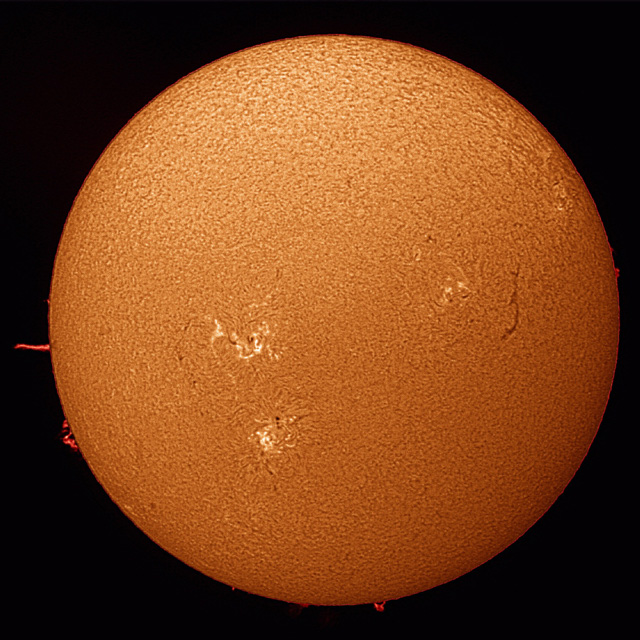
Die Sonne im H-alpha-Licht

Mit der ersten Ausführung des Instruments ACRIM, ACRIM-I, an Bord des Forschungssatelliten Solar Maximum Mission (SMM) im Jahre 1980, konnte eindeutig bewiesen werden, dass die Energieabstrahlung der Sonne nicht konstant ist und die Schwankungen von magnetischen Aktivitäten in der Sonne rühren. Jedoch sind diese Schwankungen so gering (weniger als 0,00425 Prozent der Gesamtenergie eines Jahres auf Zeitskalen von einzelnen Tagen), dass für die ständige Überwachung leistungsstarke Instrumente vonnöten waren, um korrekte Daten zu erhalten.
Es existieren Theorien, dass bis zu 25 Prozent der globalen Erwärmung im 20. Jahrhundert auf jene Schwankungen im Energieausstoß der Sonne zurückzuführen sind. Bereits Schwankungen im Größenbereich von 0,25 Prozent in einem Jahrhundert könnten signifikante Klimaveränderungen verursachen. Beispielsweise sind Klimaforscher der Meinung, dass die kleine Eiszeit, welche im 17. Jahrhundert Europa und Nordamerika heimsuchte, in Verbindung mit dem in der gleichen Zeit herrschenden Minimum in der Sonnenaktivität gebracht werden kann (siehe Maunderminimum).

### Die Bedeutung dieser Messdaten in Klimastudien
Diese über längere Zeit gewonnenen Daten über die Energieabstrahlung der Sonne können in die Erstellung von globalen Klimamodellen einbezogen werden, um deren Genauigkeit zu erhöhen. Um Klimamodelle entwickeln zu können, werden Messdaten zweier verschiedener Messungen benötigt:
- Die Gesamtmenge an Sonnenenergie, die die Erde erreicht; bestehend aus dem sichtbaren Licht (ca. 85 %), Ultraviolett- (etwa 10 %) und Nahinfrarot-Wellenlängen (etwa 5 %)
- Die Menge an Energie, welche von der Erde zurück ins All reflektiert wird und somit nicht Teil vom Energiesystem der Erde wird

Die erste Messung wird vom Instrument ACRIM-III an Bord von ACRIMSat durchgeführt, während für die zweite Messung andere Satelliten der NASA zuständig sind. Die Differenz zwischen der Energie, welche die Erde erreicht und jener, die wieder in den Weltraum reflektiert wird, resultiert in der Energiemenge, welche auf der Erde für die Prozesse in der Umwelt verantwortlich ist. Kombiniert mit Messungen der Ozeanströmungen, der Winde und Oberflächentemperaturen können Klimamodelle erstellt werden, die Aussagen über die Zukunft des irdischen Klimas machen können.

## Der Satellit

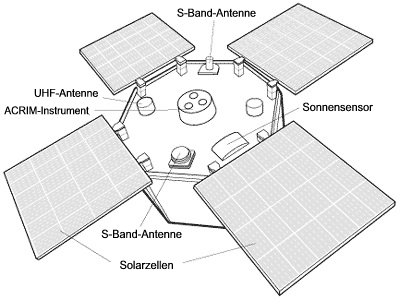
Aufbau von ACRIMSat

Der Satellit ist insgesamt 115 Kilogramm schwer und wurde von der Orbital Sciences Corporation (OSC) in Dulles (Virginia) entwickelt und hergestellt.

### Der Active Cavity Radiometer Irradiance Monitor
Die Analysierung der Energieabstrahlung übernimmt der Active Cavity Radiometer Irradiance Monitor (ACRIM), ein leistungsfähiges Instrument, welches bereits zum dritten Mal Verwendung in der Beobachtung unseres Zentralgestirns findet. Es wird für die NASA entwickelt und hergestellt vom Jet Propulsion Laboratory (JPL), einer Abteilung des California Institute of Technology (Caltech). Das Instrument ist in der Lage, elektromagnetische Wellen mit Wellenlängen zwischen 200 nm und 2 µm zu messen. Dies umfasst sowohl das sichtbare Licht als auch Ultraviolett- und Infrarotstrahlung.

## Verlauf

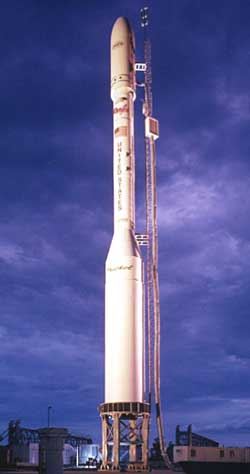
Taurus-2110-Rakete

| Zeitpunkt         | Ereignis |
| ----------------- | --- |
| September 1997    | Das Projekt ACRIMSat nimmt seinen Anfang. Die Finanzierung in der Höhe von 17 Millionen US-Dollar übernimmt das Earth Science Programs Office des Goddard Space Flight Center (GSFC) der NASA in Greenbelt (Maryland). Die Leitung der Mission übernimmt Richard C. Willson der Columbia University, während Roger Helizon des JPL als Projektmanager und als Verantwortlicher für den Bau des ACRIM-Instruments fungiert.                                                                      |
| April 1999        | Die Orbital Sciences Corporation schließt die Arbeiten an ACRIMSat ab. |
| 20. Dezember 1999 | ACRIMSat wird zusammen mit den Satelliten KOMPSat-I (Korea Multi-Purpose Satellite) des Korea Aerospace Research Institutes (KARI) und Celestis-IV auf der Vandenberg-Luftwaffenbasis in Kalifornien gestartet und mit der Trägerrakete Taurus 2110 auf eine Erdumlaufbahn gebracht. Nach dem Start gibt es zunächst Probleme mit dem Steuersystem, das den Satelliten nicht präzise auf die Sonne ausrichten vermag, doch dies kann mit dem Korrigieren der Steuerungssoftware behoben werden. |
| April 2000        | ACRIMSat sendet erst jetzt wissenschaftliche Daten, da die Lösung der Steuerprobleme viel Zeit in Anspruch genommen hat. |
| Juni 2000         | Die OSC unterzieht ACRIMSat zunächst noch umfangreichen Tests und übergibt dann die Kontrolle dem JPL in Pasadena (Kalifornien), welches mit der wissenschaftlichen Nutzung des Satelliten beginnt und dessen Steuerung übernimmt. |
| Januar 2005       | ACRIMSat befindet sich noch im Einsatz, die Mission wird verlängert. |
| 14. Dezember 2013 | Die Verbindung zu ACRIMSat bricht ab und alle Kommunikationsversuche sind erfolglos. Man geht von einer alten Batterie als Ursache aus. |
| 5. April 2014     | ACRIMSat befindet sich noch im Einsatz. Eine drohende Kollision mit dem europäischen Satelliten Sentinel-1A wird durch dessen Bahnmanöver vermieden. |
| 8. August 2014    | Offizielles Ende der Mission |